# ジュリア・トロフア
ジュリア・トロフア（Julia Tolofua　1997年6月1日- ）はフランスの柔道選手。階級は78kg超級。

## 経歴
2016年のヨーロッパジュニア78㎏超級で優勝した。2018年の地中海競技大会で3位、世界軍人選手権大会では2位となった。2019年のグランプリ・トビリシでIJFワールド柔道ツアー初優勝を飾った。2021年の世界選手権では準々決勝でキューバのイダリス・オルティスに敗れるなどして5位だった。世界団体では2位になった。東京オリンピックにはより活躍していたロマヌ・ディッコがいたため出場できなかった。2022年にはグランドスラム・トビリシで優勝した。世界選手権では準決勝で同僚のディッコに敗れるも3位となった。2023年の世界選手権では決勝まで進むも、オリンピックチャンピオンの素根輝に反則負けして2位だった。ワールドマスターズでは決勝でディッコに反則負けして2位だった。地元で開催された2024年のパリオリンピックにはディッコがいたため再び出場できなかった。
IJF世界ランキングは3949ポイント獲得で18位(25/6/2現在)。

## 主な戦績
- 2016年 - ベルギー国際　ジュニアの部　優勝　シニアの部　3位
- 2016年 - ヨーロッパジュニア　個人戦　優勝　団体戦　3位
- 2018年 - 地中海競技大会　3位
- 2018年 - 世界軍人選手権大会　2位
- 2019年 - グランプリ・トビリシ　優勝
- 2019年 - グランドスラム・ブラジリア　3位
- 2019年 - グランドスラム・大阪　5位
- 2021年 - 世界選手権　5位
- 2021年 - 世界団体　2位
- 2021年 - グランプリ・ザグレブ　優勝
- 2021年 - グランドスラム・パリ　3位
- 2022年 - グランドスラム・テルアビブ　3位
- 2022年 - グランドスラム・アンタルヤ　3位
- 2022年 - グランドスラム・トビリシ　優勝
- 2022年 - ヨーロッパオープン・オーバーヴァルト　優勝
- 2022年 - 世界選手権　3位
- 2022年 - ヨーロッパ選手権 団体戦　優勝
- 2023年 -　グランドスラム・パリ 3位
- 2023年 -　世界選手権　2位
- 2023年 -　ワールドマスターズ　2位
- 2024年 -　グランドスラム・アンタルヤ　優勝
- 2024年 -　ヨーロッパ選手権　2位
- 2025年 - グランドスラム・タシケント　3位
- 2025年 -　グランドスラム・トビリシ　3位
- 2025年 - グランドスラム・アスタナ　2位
- 2025年 - 世界団体　5位

(出典、JudoInside.com)